# 1935 en Belgique
Chronologie de la Belgique
- 1931
- 1932
- 1933
- 1934
- 1935
- 1936
- 1937
- 1938
- 1939

Cette page concerne des événements d'actualité qui se sont produits durant l'année 1935 du calendrier grégorien, en Belgique.

## Chronologie

### Mars
- 19 mars : démission du gouvernement Theunis II[1].
- 25 mars : installation du gouvernement Van Zeeland I (union nationale)[1].
- 31 mars : le gouvernement introduit un taux de change 28 % plus bas que le précédent. Il suspend pour une durée d'un an la convertibilité-or[2].

### Avril
- 21 avril : ouverture de Meli Park.
- Du 27 avril au 25 novembre : exposition universelle de Bruxelles.

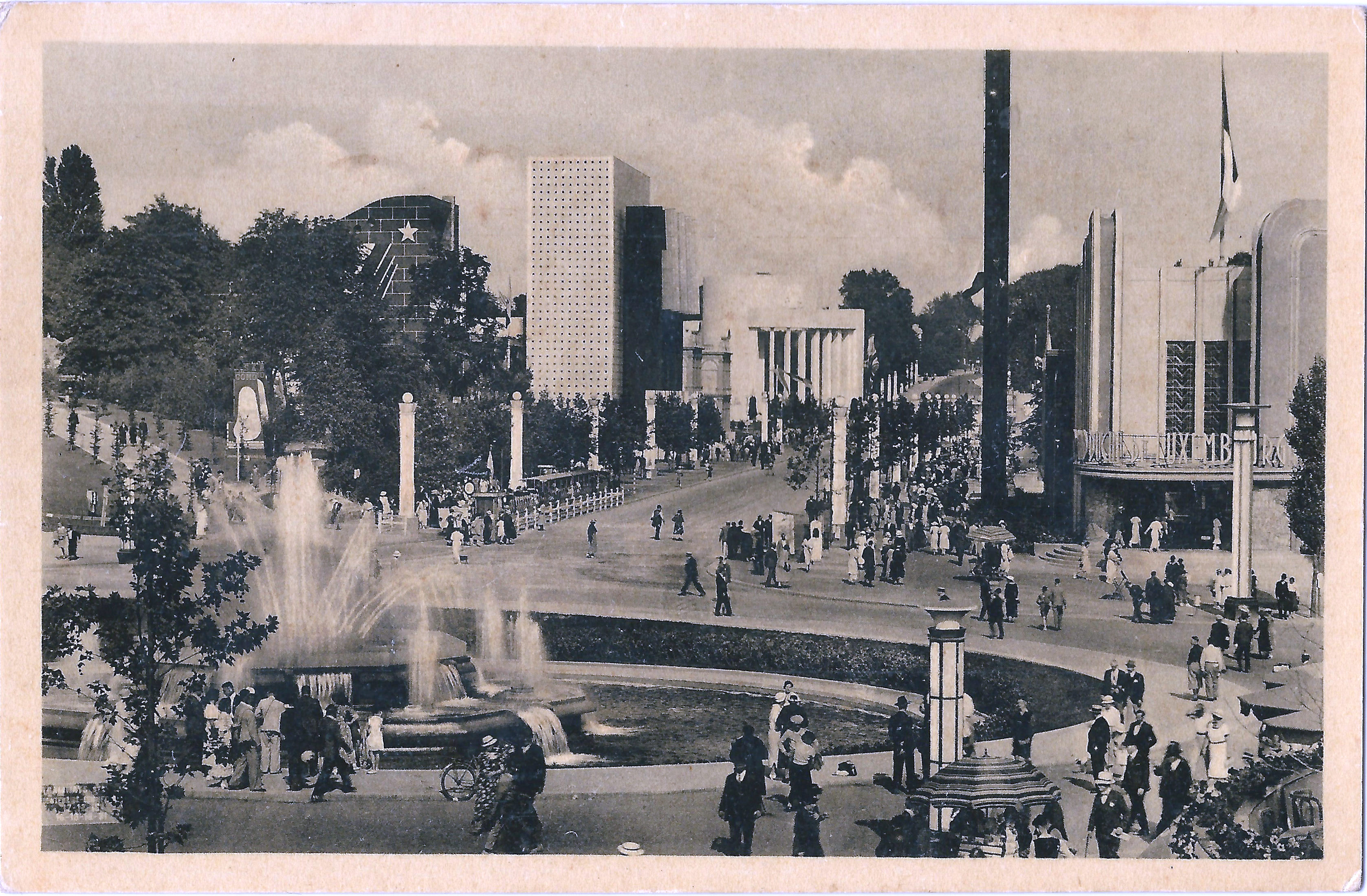
Vue d'ensemble de l'exposition universelle de Bruxelles.

### Mai
- 1er mai : Léon Degrelle tient son premier meeting au Cirque Royal accompagné de Paul Crokaert et Pierre Nothomb[3].

### Juillet
- Juillet 1935 : création d'une « Commission bancaire » destinée au contrôle du secteur des banques[4].

### Aout
- 29 août : la reine Astrid meurt dans un accident de voiture à Küssnacht am Rigi (Suisse).

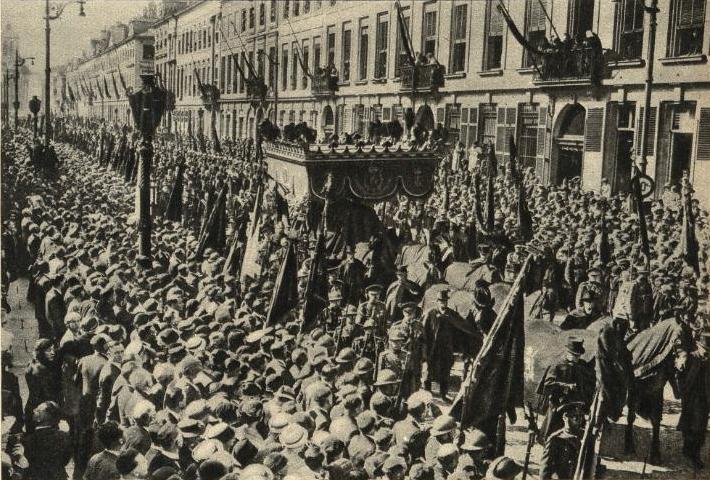
Funérailles de la reine Astrid à Bruxelles, le 3 septembre 1935.

### Décembre
- 10 décembre : Un Savoia-Marchetti S.73 de la Sabena s'écrase en Angleterre, faisant 11 morts.

## Culture

### Architecture

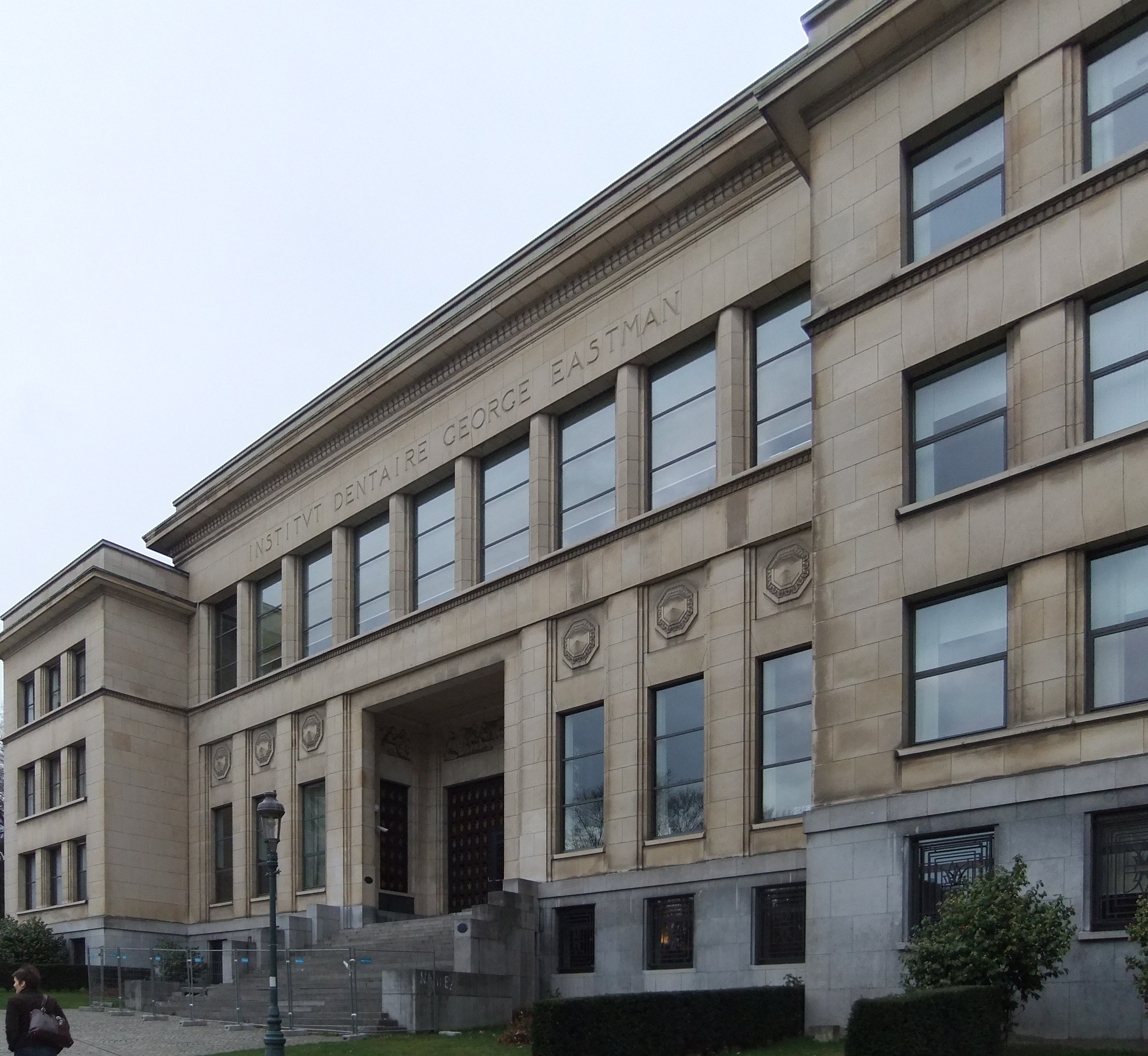
Institut dentaire George Eastman à Bruxelles (Art déco, Michel Polak)
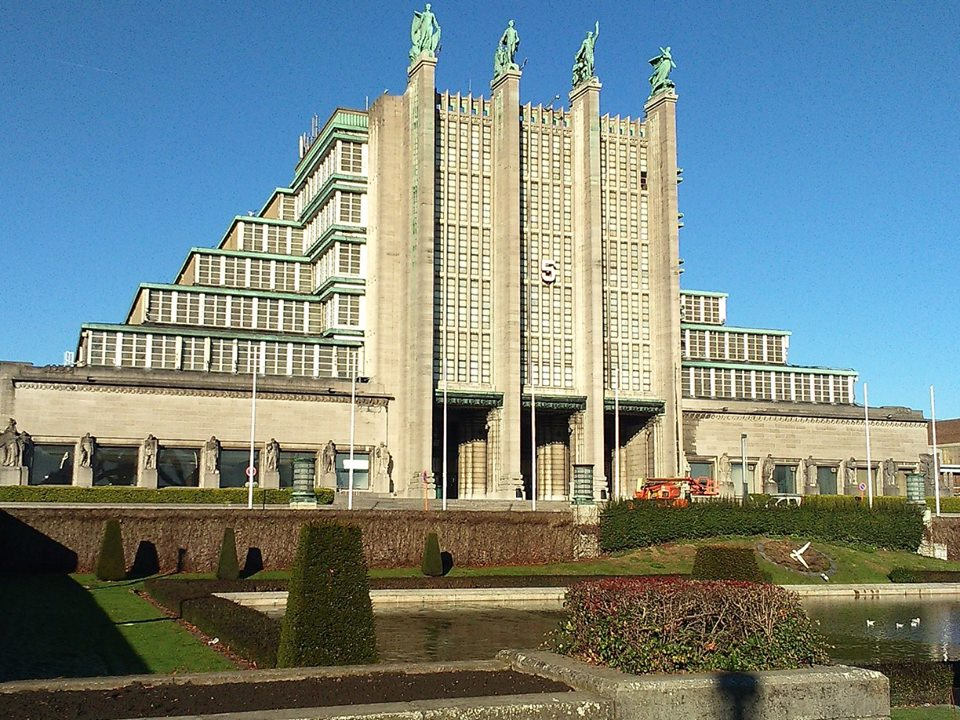
Palais des expositions du Heysel

### Cinéma
- Les Peperbol à l'exposition d'Émile-Georges De Meyst.

### Littérature
- La Balade du Grand Macabre, pièce de théâtre de Michel de Ghelderode[5].
- Élans d'ivresse, recueil de poèmes de Jean de Bosschère[6].
- Godefroid de Bouillon, pièce de théâtre d'Herman Closson[7].
- Maldagne, roman d'Hubert Chatelion[8].
- Seul, pièce de théâtre de Gustave Vanzype[9].

#### Romans deGeorges Simenon
- Les Clients d'Avrenos.
- Les Pitard.
- Quartier nègre.

### Musique
- Fondation du Groot Symfonie-Orkest, sous l'égide de l'Institut national de radiodiffusion.

## Naissances
- 26 janvier : André Goffeau, ingénieur agronome.
- 8 février : Willy Vannitsen, coureur cycliste († 19 août 2001).
- 7 avril : Louis Proost, coureur cycliste († 3 février 2009).
- 15 mai : Gustaaf De Smet, coureur cycliste († 28 mai 2020).
- 20 août : David Ruelle, physicien et mathématicien français d'origine belge.
- 19 septembre : Jean-Claude Lorquet, chimiste.
- 19 décembre : Julien Schepens, coureur cycliste († 16 août 2006).
- 26 décembre : Luc Lemli, pédiatre.

## Décès
- 1er mars : William Degouve de Nuncques, peintre (° 28 février 1867).
- 2 avril : Rémy Cogghe, peintre (° 31 octobre 1854), mort à Roubaix (France).
- 23 mai : Auguste De Winne, rédacteur en chef du Peuple, auteur d'À travers les Flandres (° 10 novembre 1861).
- 25 juin : Adrien de Witte, peintre et graveur (° 2 août 1850).
- 20 avril : Julien De Vriendt, peintre et homme politique (° 20 août 1842).
- 29 août : Astrid, reine des Belges (° 17 novembre 1905), morte à Küssnacht (Suisse).
- 25 octobre : Henri Pirenne, historien médiéviste (° 23 décembre 1862).
- 19 novembre : Léon Du Bois, compositeur et organiste (° 9 janvier 1859).